# Diabolo

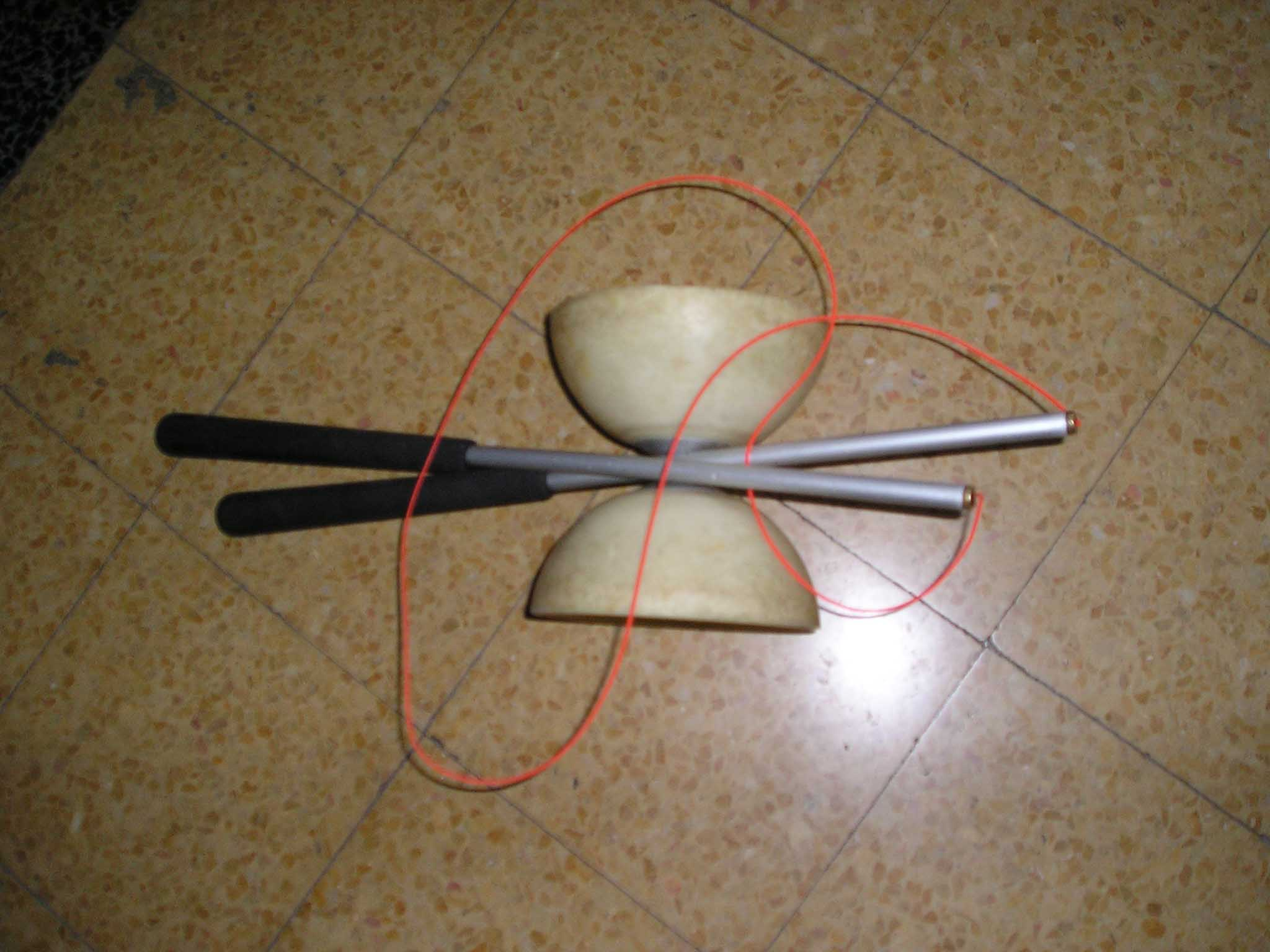
Diabolo

Diabolo är ett timglasliknande jongleringsredskap. En diabolo består av två halvklot eller "skålar" med de runda ändarna vända mot varandra. Det går att likt en jojo få den att snurra genom att använda ett snöre. På en diabolo är snöret dock fäst mellan två pinnar (oftast 32–45 cm långa) som används för att utföra olika trick.

## Trick
Det existerar många olika sätt att manipulera diabolons bana. Detta kan göras med hjälp av pinnarna, snöret och ibland också med hjälp av olika kroppsdelar.
Orbit
- Utförs genom att låta diabolon cirkulera runt det ena benet

Trapeze
- Utförs genom att svinga diabolon medsols eller motsols så att denna roterar runt ena pinnen och sedan landar på det spända snöret.

Whip Catch
- Utförs genom att kasta upp diabolon i luften och sedan fånga denna genom att svinga snöret mot diabolon så att det bildar en ögla som fångar diabolon.

Suicide
- Utförs genom att svinga diabolon medsols eller motsols, släppa höger pinne om motsols och vänster om medsols för att sedan fånga denna när diabolon fullbordat ett (eller flera) varv.

## Etymologi
Varifrån ordet härstammar är omdebatterat. Det myntades av Gustav Philippart av spanska (dia'bolo, "kasta över" eller "kasta sidlänges"). På italienska har ordet tolkats att betyda dubbelskål vilket kan låta rimligt med tanke på dess konstruktion. På spanska betyder ordet diablo djävul, men att det skulle vara ursprunget till ordet är mindre troligt.

## Historia
Diabolon kommer ursprungligen från Kina, där den anses vara världens näst äldsta leksak, efter bollen. Idag har diabolon status, förutom som leksak, också som ett professionellt cirkusredskap.

## Material
Diabolo-kroppen är ofta producerad av gummi eller plast. En gummikonstruktion medför ökad hållbarhet och är vanligast förekommande. Mellan skålarna finns oftast en metalldetalj runt vilken snöret löper. Pinnarna som används är ofta konstruerade av trä, metall, glasfiber, eller kolfiber. Snörena är ofta tvinnade av nylontrådar och ungefär 1mm i diameter.